# August Bösch
August Bösch, né le 20 août 1857 à Ebnat-Kappel et mort le 11 août 1911 à Zurich, est un sculpteur suisse.

## Biographie
August Bösch naît le 20 août 1857 à Ebnat-Kappel, dont il est également originaire. Son père, Georg Michael Bösch, est issu d'une famille paysanne.
Ayant perdu l'ouïe, il entre en 1866 à l'asile des sourds-muets de Saint-Gall.
Il fait un apprentissage de tailleur de pierre avant de s'inscrire à l'école des arts industriels de Munich (1875-1877), puis à l'académie de Munich ; il s'installe à Paris en 1879 pour y étudier à l'école des arts décoratifs. Il passe neuf ans à Zurich, période pendant laquelle il visite également l'Italie et l'Angleterre. Il vit à Rome à partir de 1901.
August Bösch meurt le 11 août 1911 à Zurich, à l'âge de 54 ans.

## Influences et réalisations
Longtemps fasciné par le peintre Arnold Böcklin, il est de plus en plus influencé au fil du temps par l'Antiquité.
Son œuvre comprend des fontaines — notamment la fontaine Broder à Saint-Gall en 1896-1897, où il combine des éléments néobaroques et Art nouveau —, des sculptures architecturales, des monuments, des bustes et de petites scènes de genre plaisantes.